# 김민경 (1981년 8월)
김민경(金敏慶, 1981년 8월 10일~)은 대한민국의 배우이다.

## 학력
- 1994년~1997년 성명여자중학교
- 1997년~2000년 경일여자고등학교
- 2000년~2004년 동국대학교 연극영상학 학사

## 연기 활동

### 드라마
| 연도 | 방송사  | 제목                               | 배역        | 비고 |
| ---- | ------- | ---------------------------------- | ----------- | ---- |
| 2003 | MBC     | 1%의 어떤 것                       | 희진        |      |
| 2004 | KBS 2TV | 4월의 키스                         | 강재희      |      |
| 2004 | MBC     | 영웅시대                           | 젊은 현영순 |      |
| 2004 | KBS 2TV | 부모님전상서                       | 채영        |      |
| 2005 | KBS 2TV | KBS 드라마시티 - 민들레는 피고지고 | 민들레      |      |
| 2006 | KBS 2TV | 소문난 칠공주                      | 양달희      |      |
| 2008 | KBS 2TV | 엄마가 뿔났다                      | 최은실      |      |
| 2011 | JTBC    | 빠담빠담… 그와 그녀의 심장박동소리 | 민효숙      |      |
| 2013 | JTBC    | 무자식 상팔자                      | 강효주      |      |
| 2015 | MBC     | 이브의 사랑                        | 강세나      |      |
| 2017 | TvN     | 써클: 이어진 두 세계               | 박민영      |      |

### 영화
- 2004년 영화 《내 사랑 싸가지》 ... 선미 역
- 2015년 영화 《함정》 ... 이소연 역
- 2019년 영화 《걸캅스》 ... 여청과 형사 역
- 2021년 영화 《구라, 베토벤》 ... 봉수 감독 부인 역
- 2023년 영화 《살수》 ... 선홍 역
- 2023년 영화 《문워크》 ... 유선 역

### 연극
- 2014년 연극 《오 마이 슈퍼맨》 ... 황지선 역
- 2015년~2016년 연극 《알파치노 카푸치노》 ... 수애 역
- 2016년 연극 《장수상회》 ... 김민정 역
- 2017년 연극 《장수상회》(춘천공연) ... 김민정 역
- 2023년 연극 《밥을 먹다》

## 수상
| 연도 | 사항                          |
| ---- | ----------------------------- |
| 2001 | 2001년 미스코리아 선발대회 진 |